# 天津茱莉亚学院
天津茱莉亚学院（英語：Tianjin Juilliard School），位于中国天津市滨海新区中心商务区新华路2946号，是茱莉亚音乐学院在纽约本部以外第一个分院，同时也是在中国颁发美国硕士学位的第一个表演艺术类高等学府。2019年9月，天津茱莉亚学院大学预科项目在天津音乐学院举行开学典礼。2021年10月26日，位于天津滨海新区于家堡的校址正式启用。

## 概况
天津茱莉亚学院项目设立两个合作办学机构——天津茱莉亚学院和天津音乐学院茱莉亚研究院。天津茱莉亚学院是中外合作的有独立法人资格的教育培训机构，开展大学预科和非学历培训教育；天津音乐学院茱莉亚研究院是挂靠于天津音乐学院的中外合作的教育机构，开展研究生学历教育。

## 历程
2012年6月，茱莉亚学院与天津新金融投资有限责任公司、天津市教育委员会、天津音乐学院四方签署框架协议，决定在将在中国天津市滨海新区于家堡金融区筹建一所由朱利亞德學院运行管理的教育机构。
2015年9月28日，茱莉亚音乐学院院长约瑟夫·波利斯先生宣布2018年茱莉亚音乐学院将在天津建成研究院，中国人民解放军艺术学院院长彭丽媛等见证了揭牌仪式。
2016年7月，天津茱莉亚音乐学院的建筑设计方案确定。天津茱莉亚学院校址项目自2017年2月28日开工建设，期间受新华路断交改行、铁路拆除、电力切改、天津全运会停工、重污染天气停工、新冠肺炎疫情等不利因素影响，最终于2020年8月6日完成竣工备案。
2021年10月26日，天津茱莉亚学院举办校园落成典礼，宣布其位于天津滨海新区于家堡的地标性校址落成启用。

## 相关链接
- 天津市大学列表

## 外部連結
- 官方网站